# Vanessa Angel
Vanessa Angel (Londen, 10 november 1966), is een Britse actrice en voormalig fotomodel.

## Biografie
Angel verhuisde op jonge leeftijd van haar geboorteland naar de Verenigde Staten om een modellencarrière te starten. Ze stond op de covers van onder meer Vogue en Cosmopolitan. In 1985 startte ze haar carrière als actrice. Ze had onder meer rollen in de films Kingpin, King of New York, Another Chance, Camouflage, The Perfect Score, Superbabies: Baby Geniuses 2, Raging Sharks en Popstar.
In de periode 1994 tot 1998 speelde "Lisa", een van de hoofdrollen uit de televisieserie Weird Science. Verder speelde ze gastrollen in onder meer Baywatch, Melrose Place, Murder, She Wrote, Time Trax, Stargate SG-1 en Entourage.
In 1995 werd ze gecast om "Xena" te spelen, een gastrol in Hercules: The Legendary Journeys, maar door ziekte kon ze niet afreizen naar Nieuw-Zeeland waar de opnames plaatsvonden. De rol ging naar Lucy Lawless die later dat jaar de rol verder bleef spelen bij de start van de spin-offserie Xena: Warrior Princess.
- Biblioteca Nacional de España: XX1296476
- Bibliothèque nationale de France: cb141500556 (data)
- Gemeinsame Normdatei: 1016867565
- International Standard Name Identifier: 0000 0001 1931 9124
- Library of Congress Control Number: no97001846
- Nationale Bibliotheek van Polen: a0000001256854
- Virtual International Authority File: 2679662
- WorldCat: E39PBJwMyj9qCBGXyDfGcf9MT3